# Muscicapa olivascens
A Muscicapa olivascens a madarak osztályának a verébalakúak (Passeriformes) rendjéhez és a  légykapófélék (Muscicapidae) családjához tartozó faj.

## Rendszerezése
A fajt John Cassin amerikai ornitológus írta le 1859-ben, a Parisoma nembe Parisoma olivascens néven. Egyes szervezetek a Fraseria nembe sorolják Fraseria olivascens néven.

## Alfajai
- Muscicapa olivascens nimbae Colston & Curry-Lindahl, 1986
- Muscicapa olivascens olivascens (Cassin, 1859)[1]

## Előfordulása
Kelet- és Közép-Afrikában, Kamerun, a Közép-afrikai Köztársaság, a Kongói Köztársaság, a Kongói Demokratikus Köztársaság, Elefántcsontpart, Egyenlítői-Guinea, Gabon, Ghána, Guinea, Libéria, Nigéria és Sierra Leone területén honos. 
Természetes élőhelyei a trópusi és szubtrópusi síkvidéki esőerdők és mocsári erdők. Állandó, nem vonuló faj.

## Megjelenése
Testhossza 14 centiméter, testtömege 13,5–17,6 gramm.

## Életmódja
Rovarokkal táplálkozik.

## Természetvédelmi helyzete
Az elterjedési területe nagyon nagy, egyedszáma pedig stabil. A Természetvédelmi Világszövetség Vörös listáján nem fenyegetett fajként szerepel.